# CNS 15434
CNS 15434 機械安全-防護裝置標準是中華民國國家標準中一份有關機械安全護罩、護蓋、圍籬等裝置的設計參考標準，由經濟部標準檢驗局制定發布「機械安全－防護裝置－設計與建構固定式和移動式防護裝置之一般要求」國家標準。這份國家標準已將風險評鑑方式，依危害之數量及位置，提供選用防護裝置之評估，並規範防護裝置材料之選用，將較常見的危害如微生物、毒性、脈衝、靜電、噪音及振動等危害因子一併考量其中，擴大操作者防護範圍。
此防護設計是建立在一系列分析思考後的選擇結果，包括操作、保養、維修時的使用需求、操作頻繁程度、加工材料、切削液體、碎片、有毒氣體、粉塵甚至放射線等，都納為設計時應考慮的選擇因素。

## 相近標準
該標準英文名稱為「Safety of machinery- Guards - General requirement for the design and construction of fixed and movable guards」，與國際標準化組織ISO 14120及歐洲合格認證（CE）EN 953名稱相同。CE對於機械安全防護裝置的考量與決定，是依據風險評估與危害分析的方法與程序，參照標準的方法、程序進行，是這些機械運作能被接受的主要核心，因此該標準與其他國家的標準相容性更容易。

## 外部連結
- 標檢局公布「機械安全-防護裝置」標準，提升工作環境安全 （页面存档备份，存于）